# Seybothenreuth
Seybothenreuth è un comune tedesco di 1 370 abitanti, situato nel land della Baviera.